# Тібальт (персонаж)
Тібальт (англ. Tybalt) — персонаж трагедії Вільяма Шекспіра «Ромео і Джульєтта». Він є двоюрідним братом Джульєтти Капулетті. Убитий горем Ромео, мститься йому за вбивство свого друга Меркуціо

## Характеристика Тібальта
Тібальт — один з героїв трагедії Шекспіра «Ромео і Джульєтта», двоюрідний брат Джульєтти Капулетті по материнській лінії. Він сильно прив'язаний до Джульєтти. У першій сцені першого акту Тібальт входить і допомагає своїм слугам, Самсону і Грегору, які б'ються на вулиці зі слугами Монтеккі, Абрамом і Бальтазаром. Побачивши Бенволіо (кузена Ромео), який намагається зупинити бій, Тібальт дістає свій меч, щоб битися з ним.
Пізніше, на балу Капулетті, Тібальт першим впізнав Ромео й хотів вбити того, якби не заборона його дядька, сеньйора Капулетті.
Його жага помсти безмежна. У ході розвитку подій він був убитий Ромео в помсту за підле вбивство Меркуціо. Тібальт не знав, що Ромео з Джульєттою були таємно повінчані. Коли Ромео, не звертаючи увагу на злісні випади на свою адресу, назвав його в пориві родинних почуттів «братом», Тібальт не проявив належної поваги. За це найкращий друг Ромео, Меркуціо, викликав його на дуель. Тібальт повівся нечесно, заколовши Меркуціо з-під руки Ромео. Перед смертю Меркуціо прокляв обидва сімейства за їх ворожнечу. У відчаї Ромео викликав Тібальта на дуель і вбив його.
Запальна та агресивна вдача й стали причиною загибелі Тібальта. Він свідомо шукав сварки з Ромео, підло вбив Меркуціо, а потім поплатився за це власним життям.
Тібальт є типовим персонажем для описуваної епохи. Він є яскравим прикладом середньовічних звичаїв, що панували в тогочасній Вероні. На тлі таких грубих i неосвічених людей, любов головних героїв здається ще прекрасніше, чистіше і трагічніше.

## Виконавці
- Орсон Веллс (у бродвейській постановці 1934—1935 рр.)
- Безіл Ретбоун (у голлівудському фільмі 1936 року «Ромео і Джульєтта»; був номінований на Оскар як найкращий актор другого плану).
- Джордж Чакіріс виконав роль Бернардо Нуньєса, прототипом якого є Тібальт (у фільмі 1961 р. «Вестсайдська історія» — осучасненій версії «Ромео і Джульєтти»).
- Майкл Йорк (в екранізації 1968 р. Франко Дзеффіреллі).
- Арманд Ассанте (в бродвейській версії 1977 р.).
- Алан Рікман (у телевізійній адаптації 1978 року).
- Джон Легуізамо (у фільмі 1996 р. «Ромео + Джульєта»).
- Том Росс (у французькому мюзиклі 2001 р. «Ромео і Джульєтта»).
- Корі Гокінс (у бродвейській версії 2013 р.).
- Ед Вествік (в екранізації 2013 року «Ромео і Джульєтта»).